# Bank of China
 Bør ikke forveksles med den kinesiske centralbank Kinas Folkebank.
Bank of China Limited (forenklet kinesisk: 中国银行; traditionelt kinesisk: 中國銀行; pinyin: Zhōngguó Yínháng; ofte forkortet som 中银 eller 中行) (HKEX: 3988, SSE: 601988) er en af Kinas fire store statsejede banker. I 2012 havde banken aktiver for i alt 2032,22 mia US $, hvilket gjorde den til Kinas 4. største og verdens 15. største bank. Banken har i alt 288.687 (2011) ansatte og har hovedsæde i Beijing.
Banken er etableret i 1912 af den republikanske regering som erstatning for Government Bank of Imperial China. Det er Kinas ældste stadig eksisterende bank. Fra begyndelsen og frem til 1942 udstedte den pengesedler på vegne af regeringen. Det skete sammen med de øvrige fire store banker som i perioden var: Farmers Bank of China, Bank of Communications og Central Bank of the Republic of China. Til trods for at banken indledningsvist fungerede som centralbank, overtog Kinas centralbank den rolle i 1928 (på fastlandet senere afløst af Kinas Folkebank), og Bank of China har siden været en forretningsbank.
I 2009 var det den næststørste udlåner i Kina.

## Historie
Bank of Chinas historie går tilbage til 1905 da Qing-regeringen etablerede Daqing Hubu Bank (på kinesisk: 大清户部銀行) I Beijing, som i 1908 skiftede navn til Daqing Bank (på kinesisk: 大清銀行). Da Republikken Kina blev etableret i 1912, skiftede banken igen navn, denne gang til dens nuværende navn Bank of China.
Efter at den kinesiske borgerkrig sluttede i 1949, blev Bank of China opdelt i to dele. En del blev genplaceret i Taiwan under Kuomintang-styret (KMT). I 1971 blev den privatiseret og blev til International Commercial Bank of China (中國國際商業銀行). Senere er den fusioneret med Taiwan Bank of Communications (Chiao Tung Bank, 交通銀行) og blevet til Mega International Commercial Bank (兆豐國際商業銀行). Den anden del af banken (Fastlandskina-delen) kendes i dag som den nuværende Bank of China.
Bank of China var engang 100 % ejet af regeringen gennem Central Huijin Investment og National Council for Social Security Fund (SSF). I 2006 blev banken børsnoteret. Omkring 26 % af aktierne er i dag fri markedskapital.
Det er den mest internationale af Kinas banker med afdelinger på alle kontinenter, hvor der lever mennesker. Udenfor Kina drives afdelinger i 27 lande inklusive Australien, Canada, Storbritannien, Irland, Frankrig, Tyskland, Italien, Luxembourg, Rusland, Ungarn, USA, Panama, Brasilien, Japan, Sydkorea, Singapore, Taiwan, Filippinerne, Vietnam, Malaysia, Thailand, Indonesien, Kasakhstan, Bahrain, Zambia, Sydafrika og et afdelingskontor i Cayman-øerne.

## Hongkong
BOC begyndte operationer i Hongkong i 1917 og er i dag en betydende aktør på dette marked.
I 2001 omstrukturerede BOC sine forretninger i Hongkong til Bank of China (Hong Kong), som blev børsnoteret på Hong Kong Stock Exchange i oktober 2002. Totredjedele af aktierne er fri markedskapital. Bankens hovedsæde i Hongkong er lokaliseret i Bank of China Tower.
Bank of China er desuden siden 2006, uafhængigt af Bank of China (Hong Kong), børsnoteret på Hong Kong Stock Exchange.

## Ejerforhold
Pr. 7. juni 2006 efter børsnoteringen var ejerskabet følgende:
- State Administration of Foreign Exchange (en investeringsenhed under Kinas regering): 69,265 %
- RBS China: 8,467 %
- AFH Pte. Ltd. (et datterselskab til Temasek): 4,765 %
- National Council for Social Security Fund (Kinas statslige pensionsfond): 4,576 %
- UBS AG: 1,366 %
- ADB: 0,205 %
- Øvrige investorer: 11,356 %

Li Ka-shing, RBS, Temasek og UBS var forpligtet til at beholde deres aktier indtil 31. december 2008. Alle fire solgte deres aktier i januar 2009.